# Corethrella blantoni
Corethrella blantoni är en tvåvingeart som beskrevs av Art Borkent 2008. Corethrella blantoni ingår i släktet Corethrella och familjen Corethrellidae.
Artens utbredningsområde är Panama. Inga underarter finns listade i Catalogue of Life.